# ボルンの式
ボルンの式（ボルンのしき、英: The Born Equation）は、イオンの溶媒和のギブズ自由エネルギーの静電成分を示す式である。
ボルンの式は、溶媒を連続した誘電媒体と扱う（連続体溶媒和法と呼ばれる方法の1つ）。
マックス・ボルンが考案した。

## 式
{\displaystyle \Delta G=-{\frac {N_{A}z^{2}e^{2}}{8\pi \varepsilon _{0}r_{0}}}\left(1-{\frac {1}{\varepsilon _{r}}}\right)}
ここで
- NA = アボガドロ数
- z = イオンの電荷
- e = 素電荷, 1.6022×10−19 C
- ε0 = 真空の誘電率
- r0 = 実効的なイオン半径
- εr = 溶媒の比誘電率

## 導出
静電界分布に蓄えられるエネルギーUは次のように表される。{\displaystyle U={\frac {1}{2}}\varepsilon _{0}\varepsilon _{r}\int |{\bf {E}}|^{2}dV}
比誘電率εrの媒体中のイオンの電場の大きさは {\displaystyle |{\bf {E}}|={\frac {ze}{4\pi \varepsilon _{0}\varepsilon _{r}r^{2}}}}  であり、また体積要素 {\displaystyle dV} は{\displaystyle dV=4\pi r^{2}dr}, であらわされるため、エネルギー{\displaystyle U} は次のように表される：{\displaystyle U={\frac {1}{2}}\varepsilon _{0}\varepsilon _{r}\int _{r_{0}}^{\infty }({\frac {ze}{4\pi \varepsilon _{0}\varepsilon _{r}r^{2}}})^{2}4\pi r^{2}dr={\frac {z^{2}e^{2}}{8\pi \varepsilon _{0}\varepsilon _{r}r_{0}}}}
したがって、イオンが真空(εr =1)から誘電率εr の媒質に溶解する際のエネルギーは次のようになる：{\displaystyle {\frac {\Delta G}{N_{A}}}=U(\varepsilon _{r})-U(\varepsilon _{r}=1)=-{\frac {z^{2}e^{2}}{8\pi \varepsilon _{0}r_{0}}}\left(1-{\frac {1}{\varepsilon _{r}}}\right)}
ここでイオン半径r0結晶イオン半径riを用いたものをボルン式と呼び、実際の溶媒和エネルギーに近づけるために溶媒のさやの厚みrsを加えた溶媒和イオン半径(ri+rs)を用いたものを改良ボルン式と呼ぶ。
アルカリ金属イオンに対する溶媒和イオン半径を表1に示す。この値は溶媒のルイス酸・塩基性（ドナー数）に依存し、ドナー数の大きいものがカチオンに対するrsが大きくなる。ドナー数は溶媒和における共有結合性に関連しており、溶媒和の連続体とみなせない部分の一部を補正する値とみなせる。
| 溶媒                   | ドナー数 | rs / Å | εr           |
| ---------------------- | -------- | ------ | ------------ |
| ベンゾニトリル         | 11.9     | 0.83   | 25.2         |
| アセトニトリル         | 14.1     | 0.82   | 38.0         |
| スルホラン             | 14.8     | 0.80   | 43.0         |
| プロピレンカーボネート | 15.1     | 0.82   | 65.1         |
| プロピオニトリル       | 16.1     | 0.80   | 26.1         |
| エチレンカーボネート   | 16.4     | 0.86   | 89.6 （40℃） |
| アセトン               | 17.0     | 0.74   | 20.7         |
| 水                     | 18.0     | 0.72   | 78.5         |
| ジメチルホルムアミド   | 26.6     | 0.69   | 36.7         |
| ジメチルスルホキシド   | 29.8     | 0.68   | 46.4         |